# Lamb Point
Der Lamb Point ist eine flache und vereiste Landspitze an der Lassiter-Küste des Palmerlands im Süden der Antarktischen Halbinsel. Sie bildet die südliche Begrenzung der Einfahrt zum Howkins Inlet.
Aus der Luft entdeckt und fotografiert wurde die Landspitze im Dezember 1940 von Teilnehmern der United States Antarctic Service Expedition (1939–1941). Weitere Luftaufnahmen entstanden 1947 bei der US-amerikanischen Ronne Antarctic Research Expedition (1947–1948), die in Zusammenarbeit mit dem Falkland Islands Dependencies Survey (FIDS) im selben Jahr auch eine Vermessung vor Ort vornahm. Der FIDS benannte die Bucht nach dem britischen Meteorologen Hubert Horace Lamb (1913–1997), der zwischen 1946 und 1947 an Bord des Fabrikschiffs Balaena Wettervorhersagen für die britische Walfangflotte machte.